# 蘭達里亞 (愛荷華州)
蘭達里亞（英語：Randalia）是一個位於美國愛荷華州費耶特縣的城市。

## 地理
蘭達里亞的座標為42°51′44″N 91°53′13″W / 42.86222°N 91.88694°W，而該地的平均海拔高度為340米（即1115英尺）。

## 人口
根據2010年美國人口普查的數據，蘭達里亞的面積為0.57平方千米，當中陸地面積為0.57平方千米，而水域面積為0.00平方千米。當地共有人口68人，而人口密度為每平方千米119人。